# Курёнган
Курёнган (кор. 구룡강) — река в КНДР, в провинции Пхёнан-Пукто, правый приток Чхончхонгана.
В долине реки Курёнган находятся известные прииски по добыче золота (Унсанские и другие прииски), ведутся крупные разработки. В сентябре 1895 года (по другим данным 17 апреля 1896 года) американец Морзе (James R. Morse) получил концессию сроком на 25 лет на Унсанские золотые прииски. С 1895 по 1939 год компания Oriental Consolidated Mining Company (OCMC) эксплуатировала рудник в Унсане, который стал «самым прибыльным предприятием такого рода в Азии». В августе 1939 года предприятие купила японская компания.

## Наводнение в 2020 году
В 2020 году из-за сильных дождей наводнение на реке Курёнган затопило две насосные станции и водосливную плотину ядерного научно-исследовательского центра в Йонбёне. Об этом говорят исследователи из группы 38 North при Центре имени Генри Стимсона, изучившие спутниковые снимки этой местности.